# ISO/IEC 27002
ISO/IEC 27002 (tidigare: ISO/IEC 17799) är en harmoniserad standard för informationssäkerhet utgiven av ISO och IEC.
Ursprunget är den brittiska standarden BS 7799, vilken antogs internationellt som ISO/IEC 17799. Senare byttes numret till ISO/IEC 27002 för att bli en del av ISO/IEC 27000-serien. Denna standard är en vägledning för val av säkerhetåtgärder. ISO/IEC 27002 speglar bilaga A i ISO/IEC 27001 som utgör kravstandarden för ledningssystem för informationssäkerhet.
I Sverige gäller standarden som svensk standard och den senaste utgåvan från 2022 har följande kapitel:
1. Omfattning
2. Normativa hänvisningar
3. Termer, definitioner och förkortningar
4. Dokumentets struktur
5. Organisatoriska säkerhetsåtgärder
6. Personrelaterade säkerhetsåtgärder
7. Fysiska säkerhetsåtgärder
8. Tekniska säkerhetsåtgärder